# دولار بربادوسي
الدولار البربادوسي رمز العملة "$" أَو "Bds$" - العملة الوطنية البربادوسية
رمز ال BBD: ISO4217
الدولار البربادوسي ينقسم إلى 100 سنت (¢) وهو مرتبط مع الدولار الأمريكي بسعر US$1=Bds$1. 98 ثابت وهو وفق أخر تعديل في 5 يوليو 1975.
انشى الدولار البربادوسي عند تأسيس مصرف بربادوس المركزي (CBB) في 1972
عملات معدنية متداولة : 1 سنت (نحاس)| 10 سنت | 25 سنت | 1 دولار (فضة)
أوراق نقدية متداولة : 1 دولار (أحمر)| 2 دولار (أزرق) | 5 دولار (أخضر) | 10 دولار | 20 دولار (بنفسجي) | 50 دولار | 100 ]دولار

## صفحات خارجية
- مصرف بربادوس المركزي
- الأوراق النقدية من بربادوس (بالإنجليزية) (بالألمانية)

```
(بالفرنسية)
```